# Катеринославське наукове товариство
Катеринославське наукове товариство — науково-громадське об'єднання. Створене в травні 1901 у Катеринославі (нині м. Дніпро). Згідно зі статутом, діяльність товариства була спрямована на сприяння розвитку науки та поширення знань серед населення. Об'єднувало до 250 представників місцевої інтелігенції (лікарів, учителів, викладачів, чиновників). Головою товариства було обрано професора Вищого гірничого училища В.Курилова, його заступником спочатку був кандидат права В.Карпов, а з 1902 — директор Катеринославського комерційного училища А.Синявський. З ініціативи товариства на базі колекції О.Поля був відкритий музей (див. Катеринославський обласний музей імені О.Поля). Від травня 1902 музей очолював Д.Яворницький. У березні 1903 створена Катеринославська губернська вчена архівна комісія, якою опікувався А.Синявський. Товариство публікувало «Труди» (1901–06), звіти про роботу.